# Epidemi
 Der er for få eller ingen kildehenvisninger i denne artikel, hvilket er et problem. Du kan hjælpe ved at angive troværdige kilder til de påstande, som fremføres i artiklen.

En epidemi siges at forekomme, når en smitsom sygdom breder sig meget hurtigt i en befolkningsgruppe i et bestemt område. Hvis sygdomsudbredelsen bliver verdensomspændende, kalder man det en pandemi.
I Danmark regnes det for en epidemi bl.a., når antallet af sygdomstilfælde bliver fordoblet på en uge. Ved en epidemi kan myndighederne anvende specielle love - eksempelvis en epidemilov - og regler for forebyggelse og bekæmpelse.
Mest kendte epidemier er byldepesten, kolera som hærgede i Europa i midten af 1800-tallet og den spanske syge, en slags influenza, der fra 1918 – 1920 dræbte omkring 50 millioner mennesker heriblandt 14 000 danskere.